# Armorial des provinces de Belgique
Cette page donne les armoiries (figures et blasonnements) des provinces de Belgique.

## Région flamande
| Image | Nom de la province et blasonnement |
| ----- | --- |
|       | Anvers (armorial des communes) Parti, en 1 de gueules au château à trois tours ouvertes crénelées d'argent, ajourées et maçonnées de sable, la tour du milieu accompagnée en chef de deux mains appaumées, celle à dextre en bande, celle à senestre en barre, toutes les deux d'argent (qui est de la ville d'Anvers), au chef d'or à une aigle bicéphale de sable armée, becquée, lampassée de gueules et auréolée d'or (qui est de l'Empire) ; en 2, d'or à 3 pals de gueules, d'or à une aigle de sable armée, becquée et lampassée de gueules sur le tout (qui est de Malines) ; à la plaine d'argent au pal d'azur (qui est de Turnhout). L'écu sommé d'une couronne de marquis et soutenu à dextre par un lion d'or, armé et lampassé de gueules, à senestre par un griffon d'or, armé et lampassé de gueules. La terrasse composée de deux bois de cerf croisés au naturel (Conseil provincial : 18 octobre 1996) |
|       | Brabant flamand (armorial des communes) D'or au lion de sable armé et lampassé de gueules (qui est de Brabant) ; de gueules à la fasce d'argent (qui est de Louvain) sur le tout. L'écu sommé d'une couronne ducale fermée doublée de gueules et à retroussis d’hermine et soutenu par deux lions d'or, armés et lampassés de gueules. La terrasse composée de pièces forgées d'or. (Conseil provincial : 5 mars 1996) |
|       | Flandre-Occidentale (armorial des communes) Parti, en 1 gironné d'azur et d'or de 12 pièces, un écu de gueules en cœur (qui est de Flandre ancien) ; en 2 d'or au lion de sable armé et lampassé de gueules (qui est de Flandre moderne). L'écu sommé d'une couronne comtale à treize perles dont trois relevées et soutenu, à dextre par un ours au naturel, à senestre par un lion de sable, armé et lampassé de gueules. La terrasse composée d'une dune plantée d'oyat. (Conseil provincial : 27 mars 1997) |
|       | Flandre-Orientale (armorial des communes) D'or au lion de sable armé et lampassé de gueules. L'écu sommé d'une couronne comtale à treize perles dont trois relevées et soutenu par deux lions de sable, armés et lampassés de gueules. La terrasse composée d'un socle de trois marches d'argent. (Conseil provincial : 13 décembre 1995) |
|       | Limbourg (armorial des communes) D'argent au lion de gueules à la queue fourchée et passée en sautoir, armé, couronné et lampassé d'or (qui est de Limbourg) ; burelé d'or et de gueules (qui est de Looz) sur le tout. L'écu sommé d'une couronne ducale fermée doublée de gueules et à retroussis d’hermine et soutenu, à dextre par un cerf au naturel, à senestre par un cygne du même colleté d'une couronne d'or. La terrasse composée de deux branches de chêne églantées au naturel. (Conseil provincial : 8 mai 1996) |

## Région wallonne
| Image | Nom de la province et blasonnement |
| ----- | --- |
|       | Brabant wallon (armorial des communes) De sable au lion d'or armé et lampassé de gueules (qui est de Brabant) ; chapé d'or à deux coqs hardis de gueules, celui de dextre contourné ; couronne ducale fermée doublée de gueules et à retroussis d’hermine. (Conseil provincial : 2 janvier 1995) |
|       | Hainaut (Armoiries de la province de Hainaut, armorial des communes) Écartelé, en 1 et 4 : d'or au lion de sable, armé et lampassé de gueules (qui est de Flandre) et en 2 et 3 : d'or au lion de gueules, armé et lampassé d'azur (qui est de Hollande). Couronne comtale à treize perles dont trois relevées. (Conseil suprême de Noblesse à La Haye : 1815) |
|       | Liège (Armoiries de la province de Liège, armorial des communes) Écartelé : en 1, de gueules au perron haussé, supporté par trois lions sur trois degrés, monté d'une pomme de pin, sommé d'une croix pattée, le tout d'or, accosté d'un L et G majuscules du même (qui est de la ville de Liège) ; en 2, de gueules, à la fasce d'argent (qui est de Bouillon) ; en 3, d'argent, à trois lions de sinople, armés et lampassés de gueules, et couronnés d'or (qui est de Franchimont) ; en 4, burelé d'or et de gueules (qui est de Looz) ; enté en pointe d'or, à trois cors de chasse de gueules, virolés et enguichés d'argent (qui est de Horn) ; couronne ducale fermée doublée de gueules et à retroussis d’hermine. (Conseil suprême de Noblesse à La Haye : 1815) |
|       | Luxembourg (Armoiries de la province de Luxembourg, armorial des communes) Burelé d'argent et d'azur au lion de gueules à la queue fourchée [et passée en sautoir,armé,lampassé et] couronné d'or brochant sur le tout ; couronne ducale fermée doublée de gueules et à retroussis d’hermine. (Conseil suprême de Noblesse à La Haye : 1815) |
|       | Namur (armorial des communes) D'or au lion de sable armé et lampassé de gueules, et couronné d'or, au bâton de gueules brochant sur le tout ; couronne comtale à treize perles dont trois relevées. (Conseil suprême de Noblesse à La Haye : 1815) |

## Région de Bruxelles-Capitale
La région de Bruxelles-Capitale  ne comporte aucune province. Dans cette région, les fonctions provinciales (ou ce qu'il en reste) sont exercées par la Région elle-même.
Voir les armoiries des 19 communes sous Armorial des communes de la région de Bruxelles-Capitale. La région bruxelloise elle-même n'a pas de véritables armoiries, mais elle a un logo et un drapeau.